# Иовлева, Лидия Ивановна
Лидия Ивановна Иовлева (3 ноября 1931, Конаково, Московская область — 18 августа 2018, Москва) — советский и российский искусствовед, автор каталогов и книг по истории русского и советского искусства, действительный член Российской академии художеств (2012), заслуженный работник культуры Российской Федерации (1993), заслуженный деятель искусств Российской Федерации (1996). В течение многих лет работала 1-м заместителем генерального директора Государственной Третьяковской галереи.

## Биография
Лидия Иовлева родилась 3 ноября 1931 года в Конаково (ныне — Тверской области). В 1954 году окончила исторический факультет Ленинградского государственного университета. После этого по распределению проработала два года в Пермской государственной художественной галерее.
В 1956 году переехала в Москву и начала работать в Государственной Третьяковской галерее. Сначала работала в экскурсионном бюро галереи, потом старшим научным сотрудником отдела живописи 2-й половины XIX века, затем была назначена заведующей отделом. До 2013 года работала 1-м заместителем генерального директора Государственной Третьяковской галереи по научной работе.
В 1993 году Лидии Иовлевой было присвоено звание «Заслуженный работник культуры Российской Федерации», а в 1996 году — звание «Заслуженный деятель искусств Российской Федерации».
Лидия Иовлева — автор более 60 публикаций по истории русского искусства, а также по музейному делу. Она была ответственным редактором многотомного каталога произведений искусства из коллекции Третьяковской галереи.
Муж — Генрих Павлович Гунькин (1930—2006), искусствовед, журналист и писатель.
Лидия Иовлева скончалась в ночь с 17 на 18 августа 2018 года в Москве. Похоронена на Щербинском кладбище.

## Сочинения
- Виктор Михайлович Васнецов, Ленинград, Художник РСФСР, 1964
- Товарищество передвижных художественных выставок, Ленинград, Художник РСФСР, 1971
- Виктор Васнецов, Москва, Трилистник, 1998